# Obersotzbach
Obersotzbach ist ein Ortsteil der Gemeinde Birstein im hessischen Main-Kinzig-Kreis. Der Ort liegt im unteren Vogelsberg südöstlich von Birstein am Sotzbach.

## Geschichte

### Ortsgeschichte
Die älteste bekannte Erwähnung von Obersotzbach erfolgte im Jahr 1326 unter dem Namen „Sotsbach superiori“.
Das Dorf kam 1816 nach dem Wiener Kongress vom Fürstentum Isenburg-Birstein zum Kurfürstentum Hessen und mit der preußischen Annexion Kurhessens 1866 an Preußen.
Im Zuge der Gebietsreform in Hessen wurde die bis dahin selbstständige Gemeinde Obersotzbach zum 1. April 1972 auf freiwilliger Basis in die Gemeinde Birstein eingemeindet. Für Obersotzbach, wie für alle eingegliederten ehemals eigenständigen Gemeinden von Birstein, wurde ein Ortsbezirk mit Ortsbeirat und Ortsvorsteher gebildet.

### Verwaltungsgeschichte im Überblick
Die folgende Liste zeigt die Staaten und Verwaltungseinheiten, denen Obersotzbach angehört(e):
- vor 1806: Heiliges Römisches Reich, Fürstentum Isenburg-Birstein, Gericht Reichenbach (oder Birstein)
- ab 1806: Fürstentum Isenburg (Rheinbund),[Anm. 2] Gericht Reichenbach oder Birstein
- ab 1813: Generalgouvernement Frankfurt,[Anm. 3] Gericht Reichenbach
- ab 1815: Kaisertum Österreich,[Anm. 4] Gericht Reichenbach
- ab 1816: Kurfürstentum Hessen,[Anm. 5] Amt Wenings, Gericht Reichenbach
- ab 1821: Kurfürstentum Hessen, Kreis Salmünster[Anm. 6]
- ab 1830: Kurfürstentum Hessen, Kreis Gelnhausen
- ab 1848: Kurfürstentum Hessen, Bezirk Hanau
- ab 1851: Kurfürstentum Hessen, Kreis Gelnhausen
- ab 1867: Königreich Preußen,[Anm. 7] Provinz Hessen-Nassau, Regierungsbezirk Kassel, Kreis Gelnhausen
- ab 1871: Deutsches Reich, Königreich Preußen, Provinz Hessen-Nassau, Regierungsbezirk Kassel, Kreis Gelnhausen
- ab 1918: Deutsches Reich,[Anm. 8] Freistaat Preußen, Provinz Hessen-Nassau, Regierungsbezirk Kassel, Kreis Gelnhausen
- ab 1944: Deutsches Reich, Freistaat Preußen, Provinz Kurhessen, Landkreis Gelnhausen
- ab 1945: Amerikanische Besatzungszone,[Anm. 9] Groß-Hessen, Regierungsbezirk Wiesbaden, Landkreis Gelnhausen
- ab 1946: Amerikanische Besatzungszone, Hessen, Regierungsbezirk Wiesbaden, Landkreis Gelnhausen
- ab 1949: Bundesrepublik Deutschland, Hessen, Regierungsbezirk Wiesbaden, Landkreis Gelnhausen
- ab 1968: Bundesrepublik Deutschland, Hessen, Regierungsbezirk Darmstadt, Landkreis Gelnhausen
- ab 1972: Bundesrepublik Deutschland, Land Hessen, Regierungsbezirk Darmstadt, Landkreis Gelnhausen, Gemeinde Birstein
- ab 1974: Bundesrepublik Deutschland, Land Hessen, Regierungsbezirk Darmstadt, Main-Kinzig-Kreis, Gemeinde Birstein

## Bevölkerung
Einwohnerstruktur 2011
Nach den Erhebungen des Zensus 2011 lebten am Stichtag dem 9. Mai 2011 in Obersotzbach 528 Einwohner. Darunter waren 21 (4,0 %) Ausländer. Nach dem Lebensalter waren 93 Einwohner unter 18 Jahren, 216 zwischen 18 und 49, 120 zwischen 50 und 64 und 99 Einwohner waren älter. Die Einwohner lebten in 189 Haushalten. Davon waren 39 Singlehaushalte, 54 Paare ohne Kinder und 78 Paare mit Kindern, sowie 18 Alleinerziehende und keine Wohngemeinschaften. In 33 Haushalten lebten ausschließlich Senioren und in 120 Haushaltungen lebten keine Senioren.
Einwohnerentwicklung
- 1721: 37 Männer[1]
- 1770: 43 Haushaltungen[1]

| Obersotzbach: Einwohnerzahlen von 1834 bis 2023 | Obersotzbach: Einwohnerzahlen von 1834 bis 2023 | Obersotzbach: Einwohnerzahlen von 1834 bis 2023 | Obersotzbach: Einwohnerzahlen von 1834 bis 2023 | Obersotzbach: Einwohnerzahlen von 1834 bis 2023 |
| --- | ----------------------------------------------- | ----------------------------------------------- | ----------------------------------------------- | ----------------------------------------------- |
| Jahr |                                                 |                                                 |                                                 | Einwohner                                       |
| 1834 | 1834                                            |                                                 | 381                                             | 381                                             |
| 1840 | 1840                                            |                                                 | 375                                             | 375                                             |
| 1846 | 1846                                            |                                                 | 378                                             | 378                                             |
| 1852 | 1852                                            |                                                 | 392                                             | 392                                             |
| 1858 | 1858                                            |                                                 | 387                                             | 387                                             |
| 1864 | 1864                                            |                                                 | 369                                             | 369                                             |
| 1871 | 1871                                            |                                                 | 334                                             | 334                                             |
| 1875 | 1875                                            |                                                 | 330                                             | 330                                             |
| 1885 | 1885                                            |                                                 | 325                                             | 325                                             |
| 1895 | 1895                                            |                                                 | 360                                             | 360                                             |
| 1905 | 1905                                            |                                                 | 365                                             | 365                                             |
| 1910 | 1910                                            |                                                 | 362                                             | 362                                             |
| 1925 | 1925                                            |                                                 | 352                                             | 352                                             |
| 1939 | 1939                                            |                                                 | 346                                             | 346                                             |
| 1946 | 1946                                            |                                                 | 522                                             | 522                                             |
| 1950 | 1950                                            |                                                 | 540                                             | 540                                             |
| 1956 | 1956                                            |                                                 | 462                                             | 462                                             |
| 1961 | 1961                                            |                                                 | 445                                             | 445                                             |
| 1967 | 1967                                            |                                                 | 409                                             | 409                                             |
| 1970 | 1970                                            |                                                 | 415                                             | 415                                             |
| 1980 | 1980                                            |                                                 | ?                                               | ?                                               |
| 1990 | 1990                                            |                                                 | ?                                               | ?                                               |
| 2000 | 2000                                            |                                                 | ?                                               | ?                                               |
| 2011 | 2011                                            |                                                 | 528                                             | 528                                             |
| 2023 | 2023                                            |                                                 | 514                                             | 514                                             |
| Datenquelle: Historisches Gemeindeverzeichnis für Hessen: Die Bevölkerung der Gemeinden 1834 bis 1967. Wiesbaden: Hessisches Statistisches Landesamt, 1968. Weitere Quellen: LAGIS; Gemeinde Birstein; Zensus 2011 |                                                 |                                                 |                                                 |                                                 |

 Historische Religionszugehörigkeit
| • 1885: | 317 evangelische (= 97,54 %), ein katholischer (= 0,31 %), sieben jüdische (= 2,15 %) Einwohner |
| • 1961: | 386 evangelische (= 86,74 %), 50 katholische (= 11,24 %) Einwohner                              |

## Politik
Für Obersotzbach besteht ein Ortsbezirk (Gebiete der ehemaligen Gemeinde Obersotzbach) mit Ortsbeirat und Ortsvorsteher nach der Hessischen Gemeindeordnung.
Der Ortsbeirat besteht aus fünf Mitgliedern. Bei den Kommunalwahlen in Hessen 2021 betrug die Wahlbeteiligung zum Ortsbeirat 58,7 %. Alle Kandidaten gehörten der „Winheitsliste Obersotzbach“ an. Der Ortsbeirat wählte Markus Jahnke zum Ortsvorsteher.

## Kulturdenkmäler
Siehe: Liste der Kulturdenkmäler in Birstein-Obersotzbach

## Vereine
- Freiwillige Feuerwehr Obersotzbach
- Jagdgenossenschaft Obersotzbach
- Kirchenchor Obersotzbach
- Sportverein Sotzbach 1960 e. V.
- Sotzbacher Jungs & Mädels e. V.[9]
- Sotzbacher Kolbenfresser

## Persönlichkeiten
- Johannes Schmidt (* 1894 in Obersotzbach; † 1971 in Gelnhausen), Landwirt, Abgeordneter des Provinziallandtages der preußischen Provinz Hessen-Nassau
- Rainer Krieg (* 1968 in Obersotzbach), Fußballspieler und -trainer